# Stare Miasto (Praga)

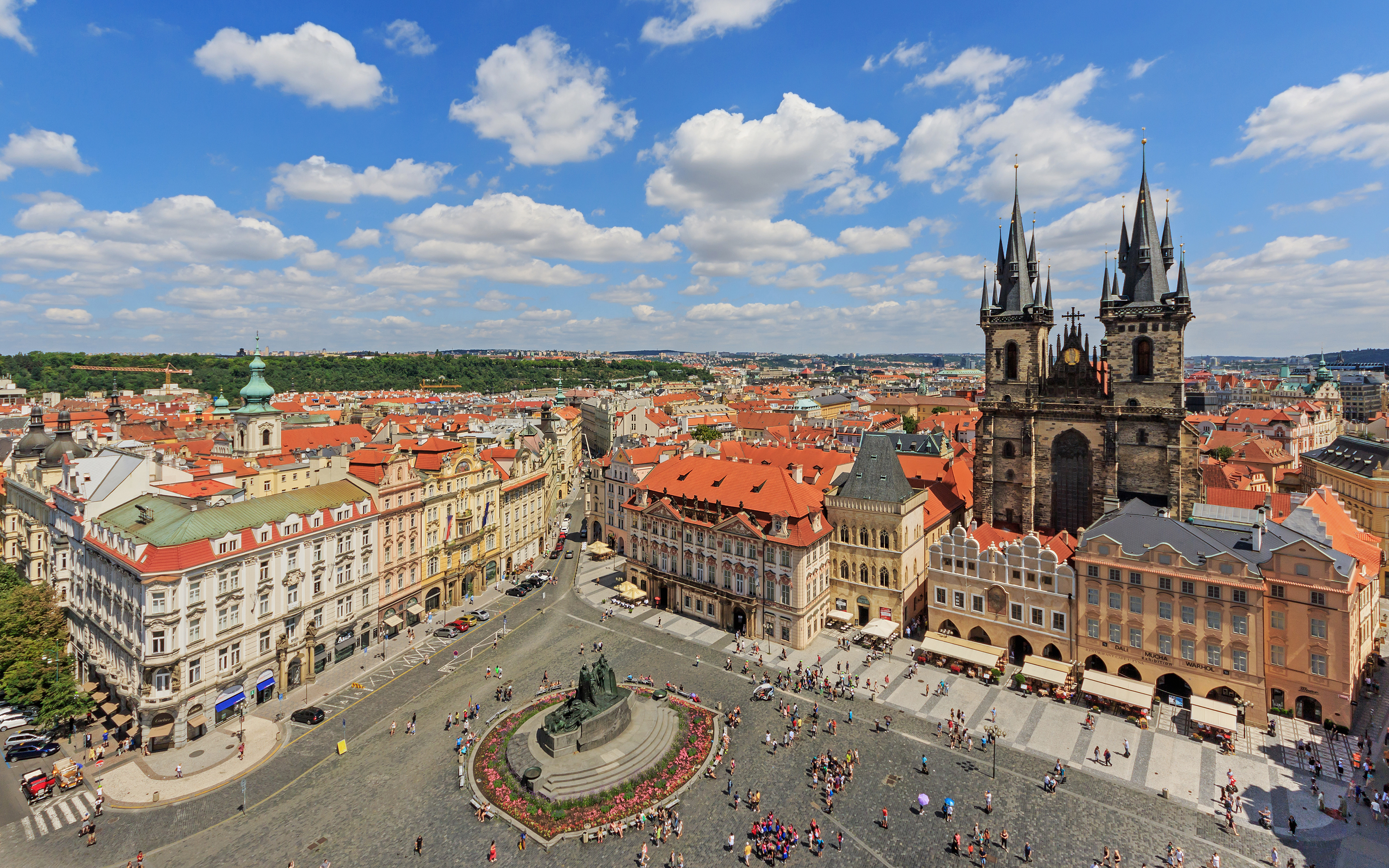
Rynek staromiejski z pomnikiem Jana Husa

Stare Miasto (czes. Staré Město, niem. Altstadt) – zabytkowa dzielnica Pragi, centrum kulturalne i handlowe stolicy Czech. Do 1784 samodzielne miasto. Otacza ze wszystkich stron dawną dzielnicę żydowską – Josefov, na południe i wschód od Starego Miasta leży Nowe Miasto.
Pierwsze wzmianki o Starym Mieście pojawiają się w VIII wieku n.e., natomiast trwalsze budowle (być może związane z religią chrześcijańską) w wieku IX. Najprawdopodobniej już wtedy z terenu Starego Miasta można było przedostać się przez Wełtawę drewnianym mostem.
Większe znaczenie zyskało po wybudowaniu zamków na Hradczanach oraz Wyszehradzie. W XII wieku powstał Most Judyty, w mieście pojawiło się też coraz więcej murowanych budynków mieszkalnych i kościołów. W latach 20. XIII wieku Stare Miasto otrzymało prawa miejskie; jego mieszkańcy byli przeważnie Niemcami, rosła też liczba ludności żydowskiej. Od samego początku wyznawców judaizmu spotykały represje i prześladowania – od obowiązków noszenia charakterystycznego ubrania poprzez pogromy, skończywszy na wysiedleniach do specjalnego miasta za murami – późniejszego Josefova.
Okresem największej świetności Starego Miasta było XIV stulecie – wtedy powstał m.in. ratusz staromiejski. W XV wieku teren miasta był centrum ruchu husyckiego wszystkich miast praskich.
W 1689 wielki pożar zniszczył spore połacie miasta, nie naruszył jednak średniowiecznego układu ulic oraz wielu cennych, zabytkowych budowli. Z wyjątkiem okolic siedziby jezuickiego Clementinum zabudowa jest bardzo podobna do tej sprzed wieków.
W 1784 Stare Miasto włączono jako dzielnicę do Królewskiego Miasta Pragi.
Na przełomie XIX i XX wieku północna część Starego Miasta została całkowicie przebudowana w ramach asanacji praskiej. Pod neostylową i secesyjną zabudowę wyburzono wiele już wtedy zabytkowych obiektów.

## Najciekawsze miejsca i obiekty
- Rynek Staromiejski – najbardziej reprezentacyjny plac miasta. Od XI wieku targowisko miejskie, miejsce wielu ważnych dla Pragi wydarzeń. Rynek otaczają kilkusetletnie kamienice, reprezentujące głównie barok, ale często pochodzące z okresu średniowiecza. Na rynku znajduje się pomnik Jana Husa, odsłonięty w 1915 oraz ratusz staromiejski, którego początki sięgają XIV wieku. Z powodów finansowych nie powstał nowy budynek, lecz rozbudowano istniejący dom, do którego dobudowano w późniejszym okresie następne oraz wieżę w kształcie klina. W maju 1945 ratusz został częściowo zniszczony przez wycofujących się Niemców (jako jeden z nielicznych obiektów w mieście) – wieżę odbudowano, lecz po neogotyckim skrzydle wschodnim pozostał jedynie niewielki fragment. Na wieży ratusza znajduje się ruchomy zegar astronomiczny "Orloj" z XV wieku.
- Carolinum – Uniwersytet Karola z 1348, najstarszy w tej części Europy. Rektorem był tutaj m.in. Jan Hus.
- Clementinum – dawne kolegium jezuickie z XVII wieku. Jezuici, sprowadzeni w XVI wieku w celu walki z reformacją przejęli uniwersytet i wyburzyli wiele domów w pobliżu kościoła św. Klemensa, po czym wybudowali okazały gmach nowego kolegium. Wkrótce po ukończeniu budowy zostali wyrzuceni z Czech, a budynek przejął uniwersytet. Obecnie mieści się tutaj zbiór Biblioteki Narodowej, liczące 5 milionów woluminów. W kompleksie znajduje się wieża obserwacyjna, z której niemiecki astronom Johannes Kepler oglądał gwiazdy.
- Kościół Najświętszej Marii Panny przed Tynem – gotycka świątynia z XIV wieku.
- Kościół św. Marcina w Murze
- Kościół Świętego Bartłomieja
- Most Karola powstały w XIV wieku na miejscu starszego mostu Judyty.
- Stavovské divadlo (Teatr Stanowy) – zbudowany w XVIII wieku  w stylu klasycystycznym, znany miłośnikom opery na całym świecie przede wszystkim z tego, że to na jego scenie po raz pierwszy w historii został wystawiony Don Giovanni Wolfganga Amadeusa Mozarta.
- Zespół klasztorny św. Agnieszki – najstarsza gotycka świątynia Pragi z XIII wieku.
- Dom przy ul. Anežskiej 4 – uważany za najmniejszy dom w Pradze.

Stare Miasto to dzielnica wąskich uliczek, niewielkich sklepików oraz knajpek ukrytych często w podziemiach budynków.

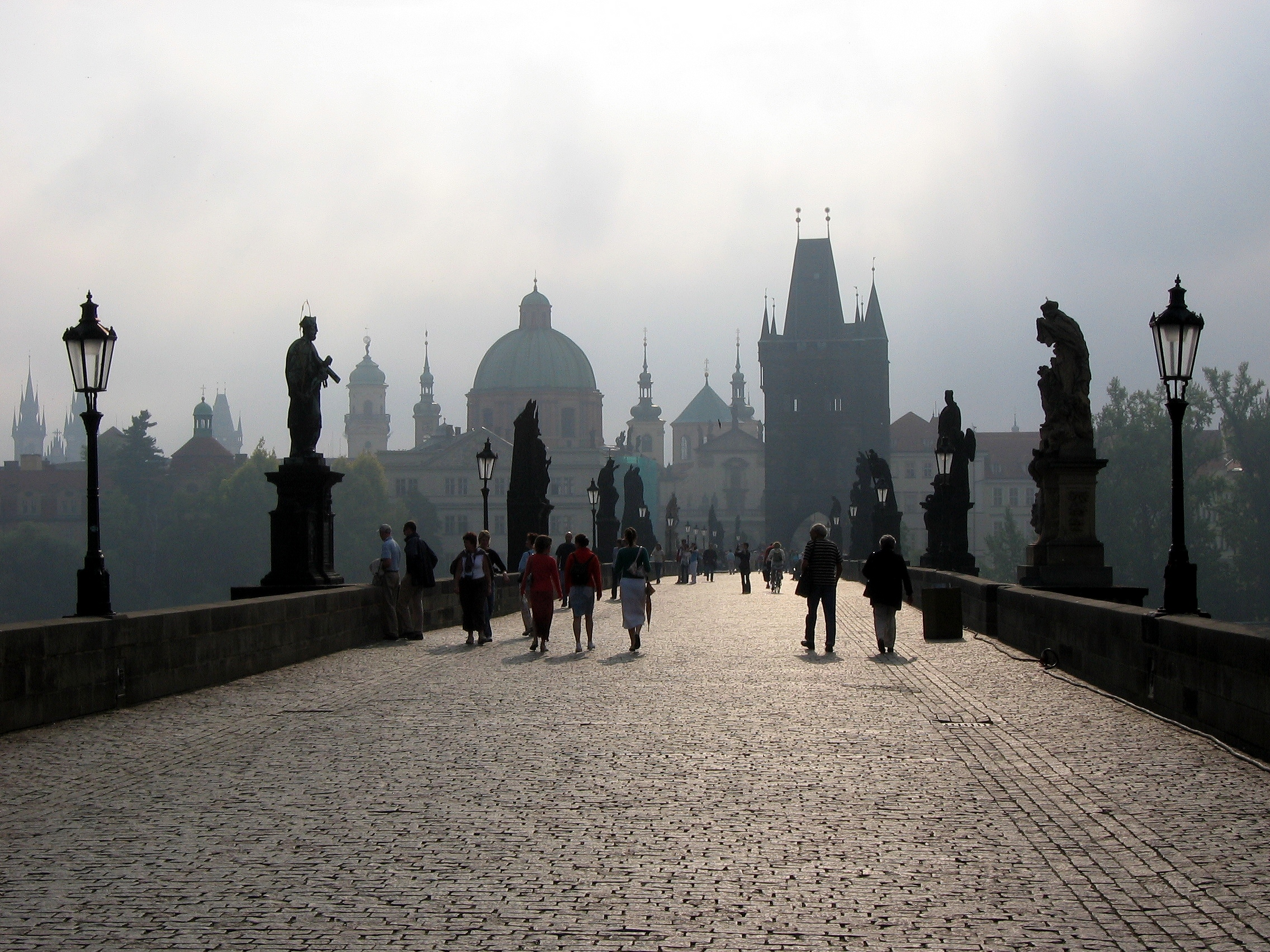
Widok z Mostu Karola na Stare Miasto
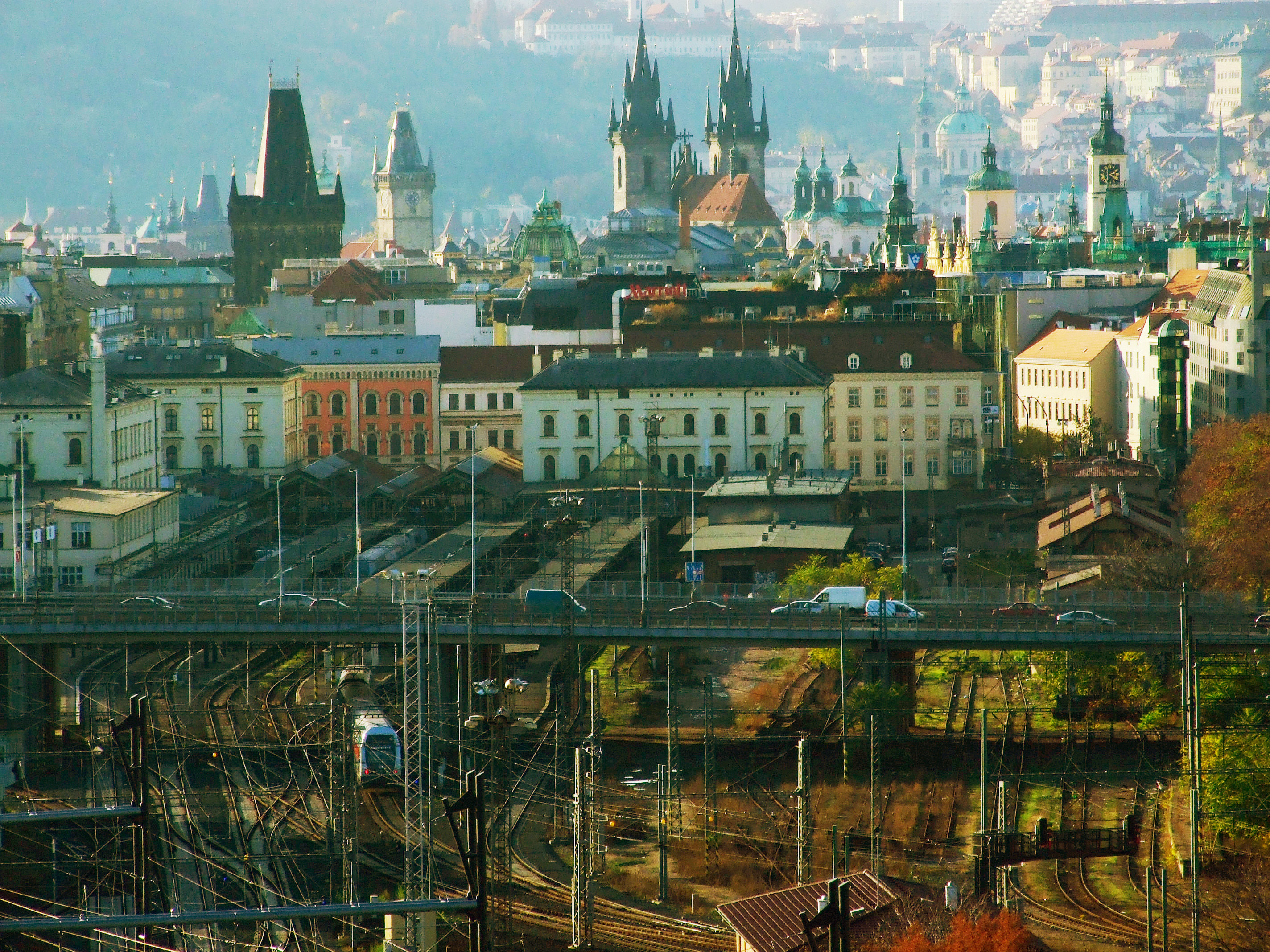
Widok na Stare Miasto z Žižkova
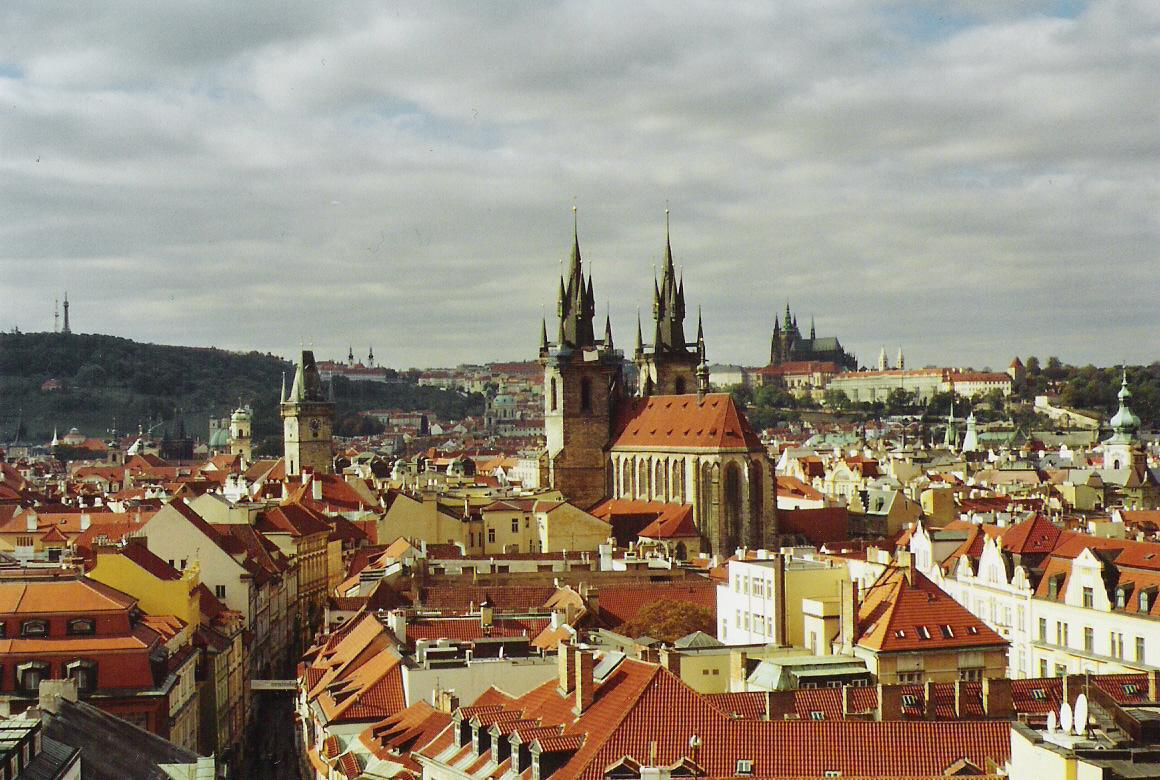
Panorama Starego Miasta z Bramy Prochowej. W głębi Strahov i Hradczany
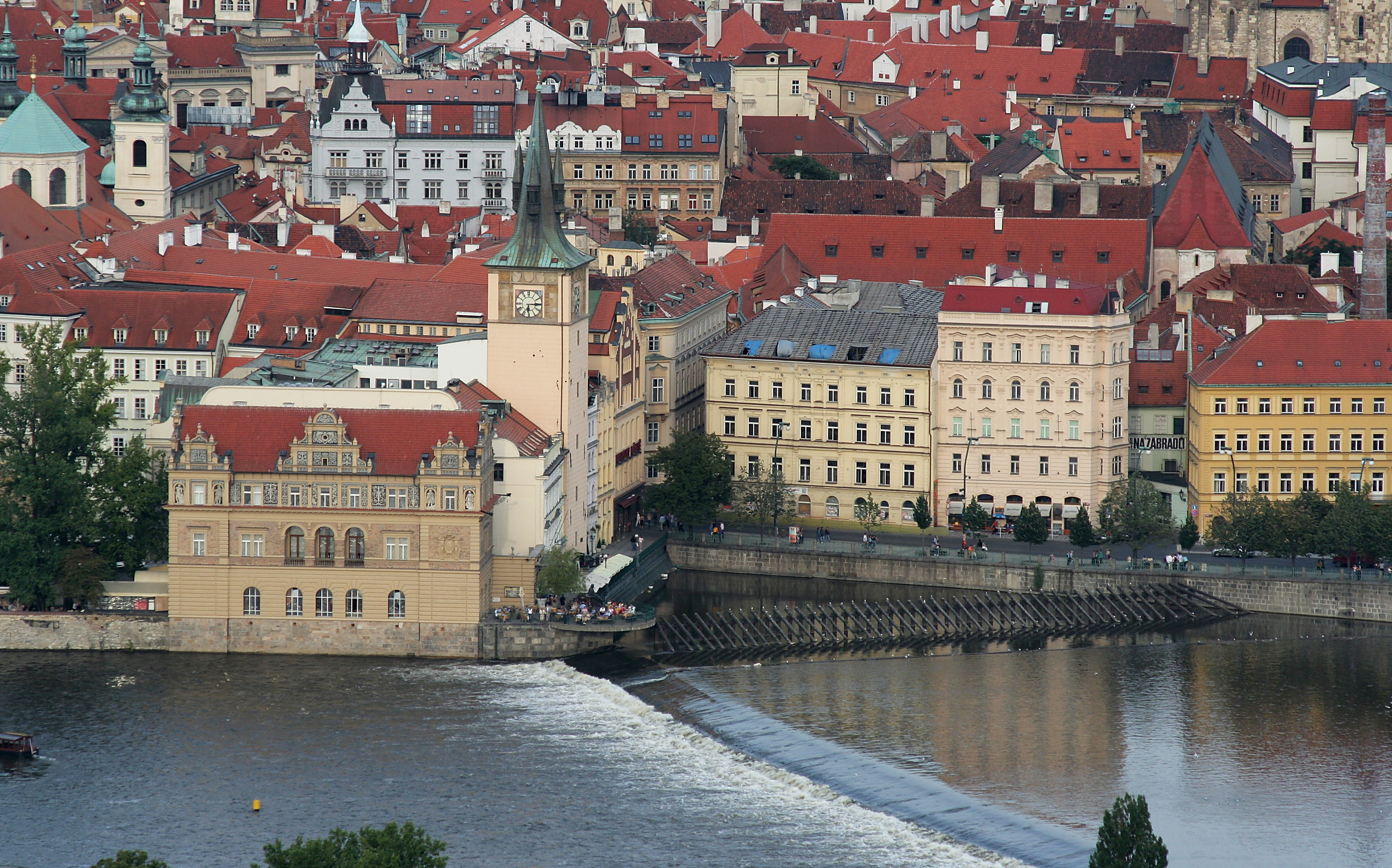
Widok na nabrzeże Starego Miasta z wieżą wodną
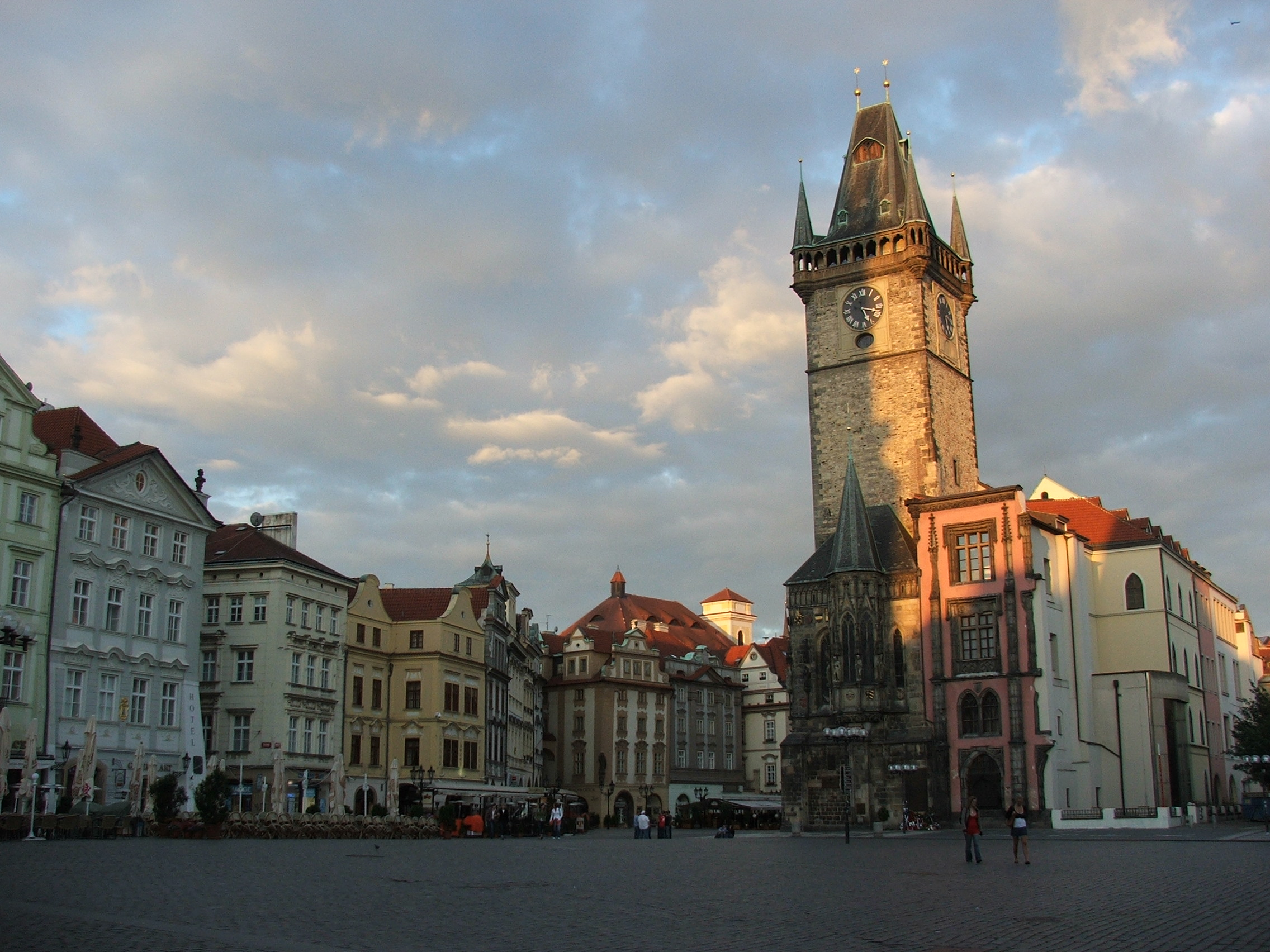
Ratusz Starego Miasta
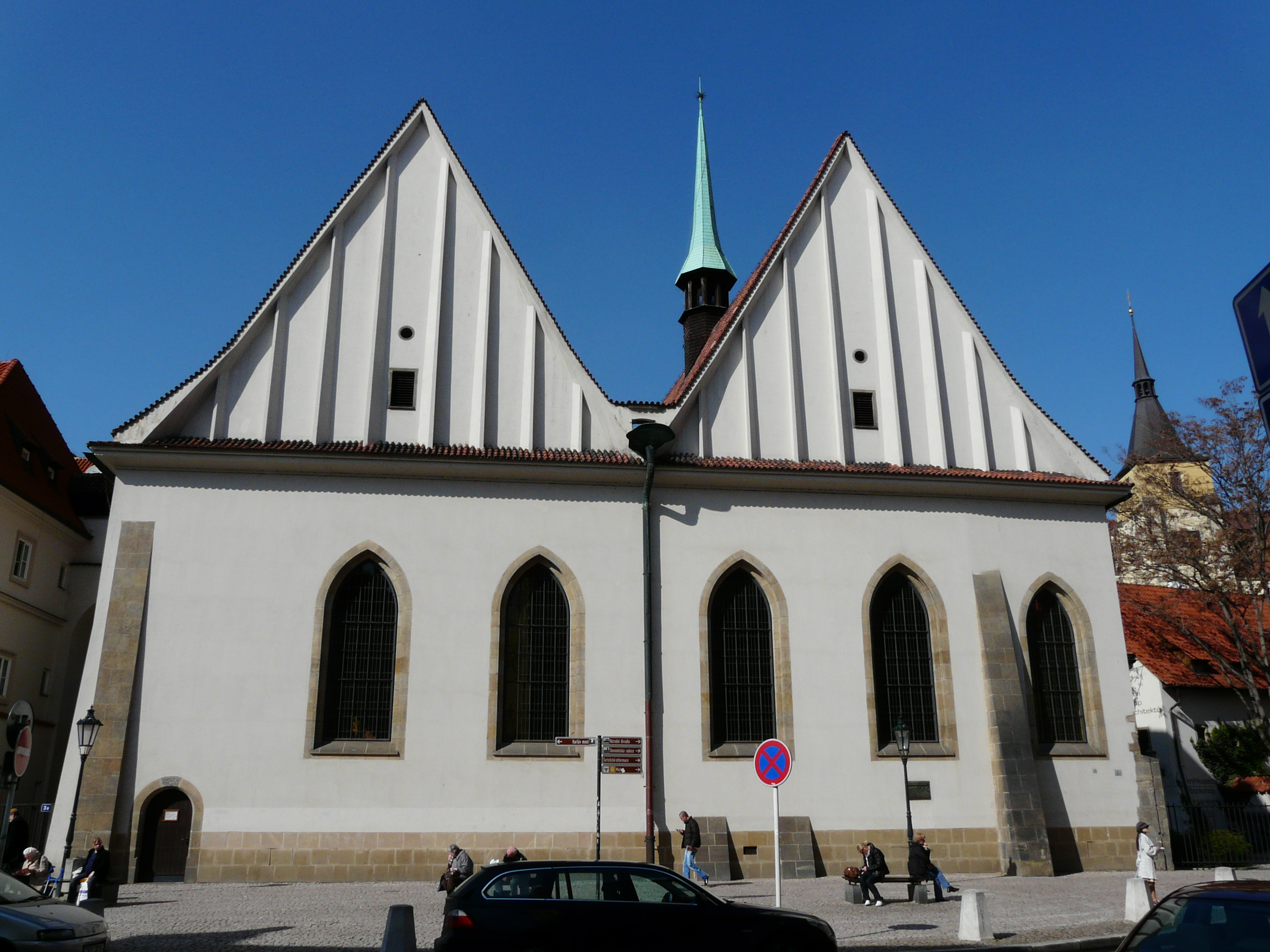
Kaplica Betlejemska
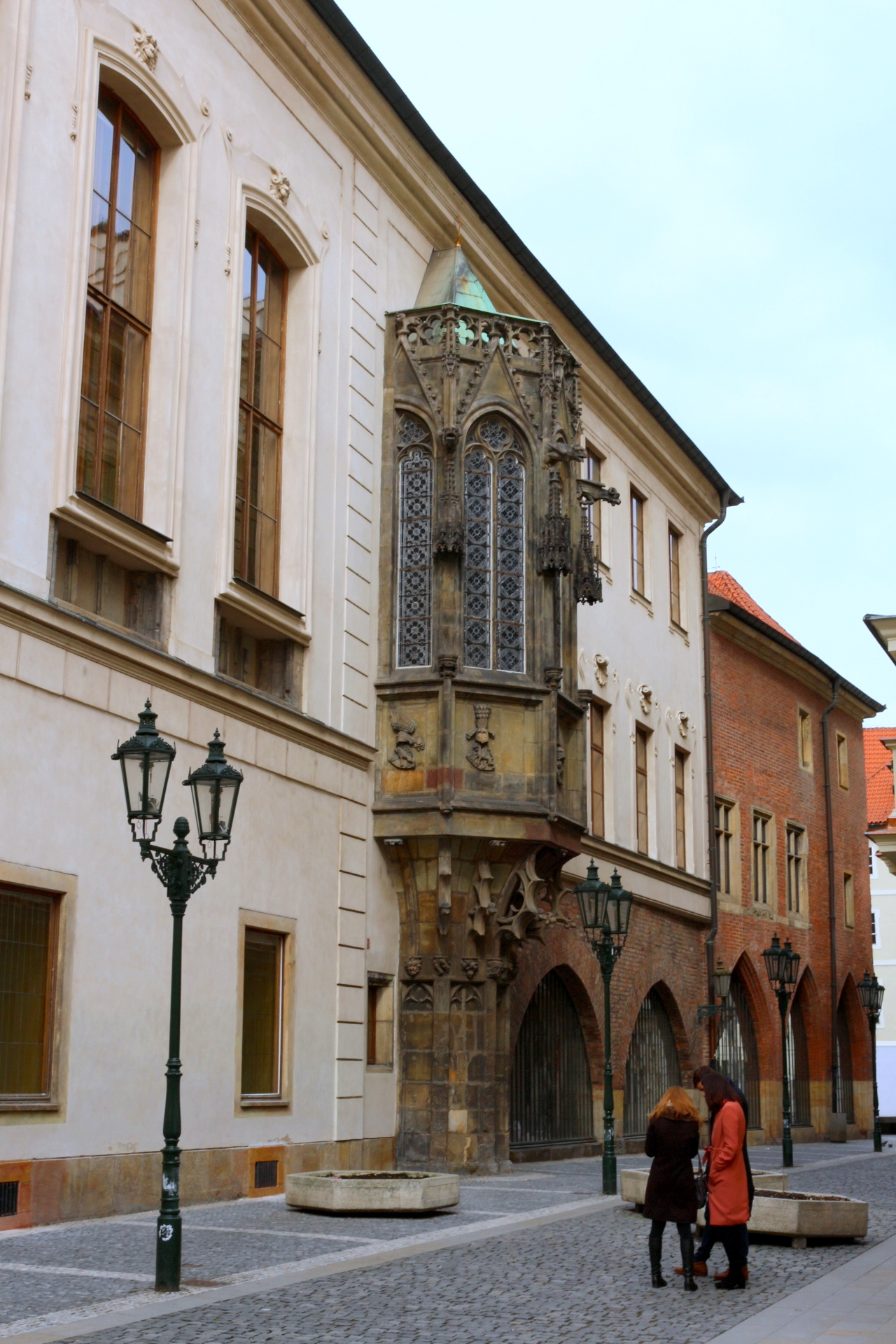
Karolinum
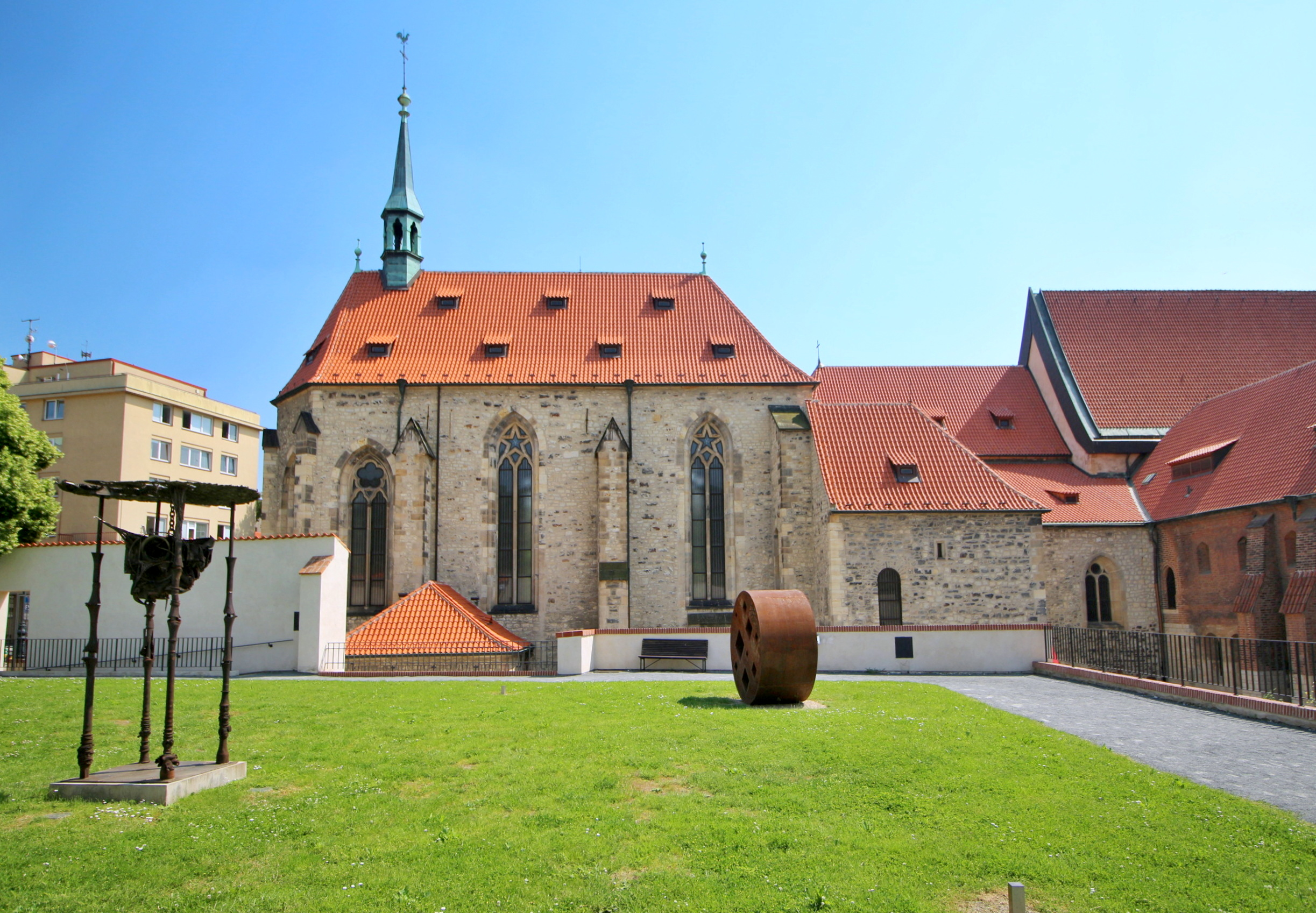
Klasztor św. Agnieszki
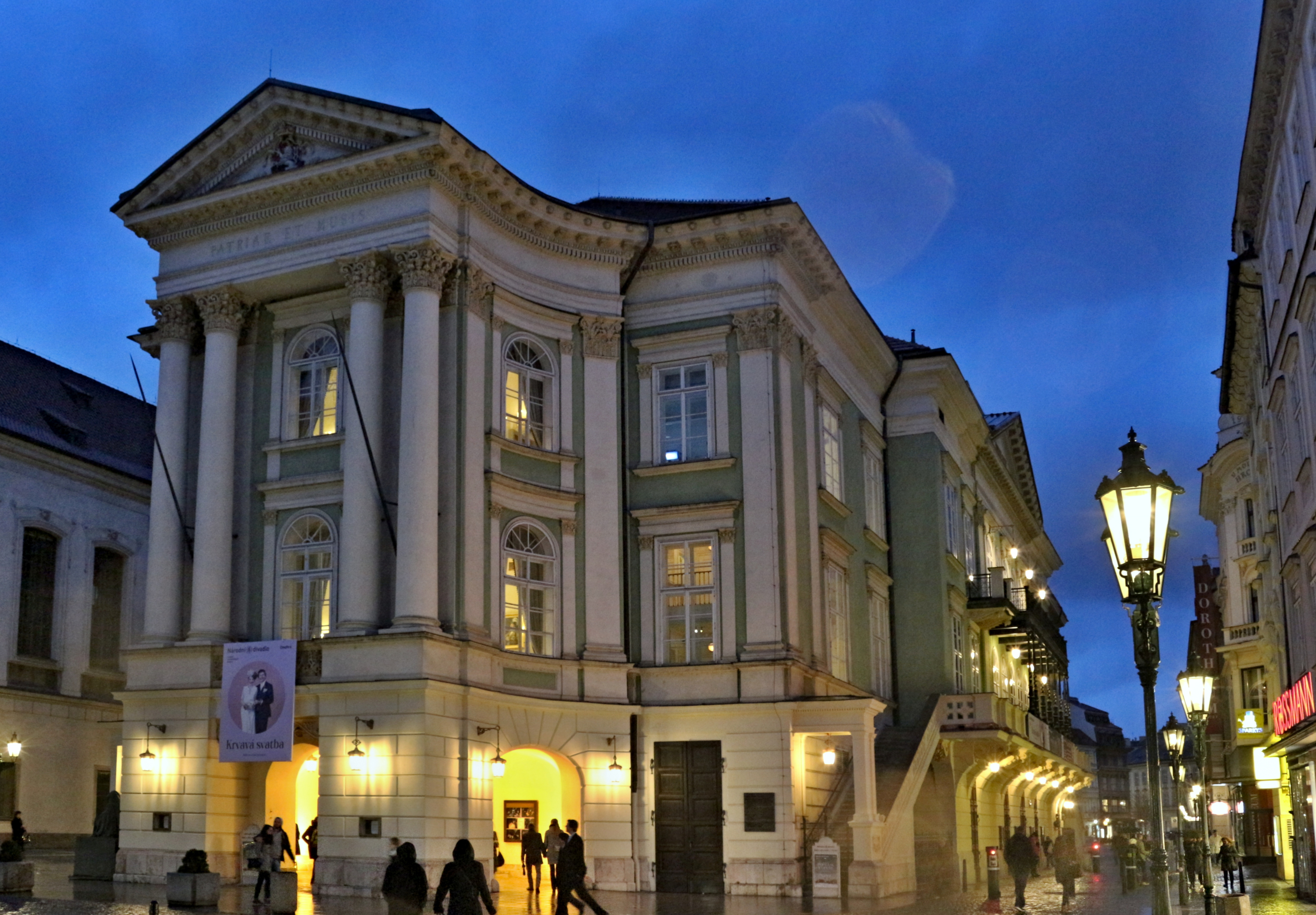
Stavovské divadlo (Teatr Stanowy)